# Riccardo Zoidl
Riccardo Zoidl (Linz, 8 de abril de 1988) es un ciclista profesional austriaco.
Pasó a profesionales en 2008 con el equipo Gourmetfein-Simplon y luego de un año 2013 donde se quedó con el UCI Europe Tour, fue fichado por el equipo estadounidense Trek-Segafredo corriendo hasta 2016. En la temporada 2017 volvió a las filas del Team Felbermayr-Simplon Wels.

## Palmarés
2011
- 2 etapas del Tour de Sibiu
- Tobago Cycling Classic, más 1 etapa
- 2.º en el Campeonato de Austria en Ruta

2012
- Campeonato de Austria Contrarreloj
- 1 etapa del Oberösterreichrundfahrt

2013
- Circuito de las Ardenas, más 1 etapa
- Tour de Bretaña, más 1 etapa
- Raiffeisen G. P.
- Oberösterreichrundfahrt, más 2 etapas
- Campeonato de Austria en Ruta
- Vuelta a Austria
- Croacia-Eslovenia
- UCI Europe Tour

2014
- Campeonato de Austria en Ruta

2015
- 2.º en el Campeonato de Austria Contrarreloj

2016
- 1 etapa del Tour de Croacia
- 3.º en el Campeonato de Austria Contrarreloj

2017
- 1 etapa del Circuito de las Ardenas
- 1 etapa de la Flèche du Sud

2018
- Tour de Saboya
- 3.º en el Campeonato de Austria en Ruta
- Tour de la República Checa, más 1 etapa

2020
- 1 etapa del Tour de Antalya

2024
- Tour de Grecia, más 1 etapa
- Tour de Malopolska, más 1 etapa

## Resultados en Grandes Vueltas y Campeonatos del Mundo
| Carrera              | Carrera              | 2008 | 2009 | 2010 | 2011 | 2012 | 2013 | 2014 | 2015 | 2016 | 2017 | 2018 | 2019 | 2020 | 2021 | 2022 | 2023 | 2024 |
| -------------------- | -------------------- | ---- | ---- | ---- | ---- | ---- | ---- | ---- | ---- | ---- | ---- | ---- | ---- | ---- | ---- | ---- | ---- | ---- |
|                      | Giro de Italia       | —    | —    | —    | —    | —    | —    | 40.º | —    | 39.º | —    | —    | —    | —    | —    | —    | —    | —    |
|                      | Tour de Francia      | —    | —    | —    | —    | —    | —    | —    | —    | —    | —    | —    | —    | —    | —    | —    | —    | —    |
|                      | Vuelta a España      | —    | —    | —    | —    | —    | —    | —    | 54.º | 58.º | —    | —    | —    | —    | —    | —    | —    | —    |
| Mundial en Ruta      | Mundial en Ruta      | —    | —    | —    | —    | —    | Ab.  | Ab.  | —    | —    | —    | —    | —    | Ab.  | —    | —    | —    | —    |
| Mundial Contrarreloj | Mundial Contrarreloj | —    | —    | —    | —    | 14.º | 30.º | 27.º | —    | —    | 47.º | —    | —    | —    | —    | —    | —    | —    |

—: no participa

Ab.: abandono

## Equipos
- RC Arbö/Gourmetfein (2007-2013)
  - RC Arbö-Resch & Frisch-Gourmetfein-Wels (2007)
  - RC Arbö-Wels-Gourmetfein (2008-2009)
  - Arbö-Gourmetfein-Wels (2010-2011)
  - RC Arbö-Wels-Gourmetfein (2012)
  - Team Gourmetfein-Simplon (2013)
- Trek (2014-2016)
  - Trek Factory Racing (2014-2015)
  - Trek-Segafredo (2016)
- Team Felbermayr-Simplon Wels (2017-2018)
- CCC Team[1] (2019)
- Team Felbermayr-Simplon Wels[2] (2020-2021)
- Team Vorarlberg (2022)
- Felbermayr (2023-2024)
  - Team Felbermayr-Simplon Wels (2023)
  - Team Felt Felbermayr (2024)
- Hrinkow Advarics (2025-)